# Fédération morbihannaise du bâtiment et des travaux publics
La Fédération morbihannaise du bâtiment et des travaux publics, plus ordinairement appelée FFB Morbihan, est une Organisation professionnelle représentative du bâtiment en Morbihan, affiliée à la Fédération française du bâtiment. Elle a pour vocation de regrouper les artisans et les entreprises qui adhérent à une certaine conception du bon ouvrage et s'engagent à obtenir les qualifications professionnelles du secteur. Elle développe des services juridiques et de formation visant à accompagner les artisans et les entreprises.

## Organisation
La Fédération est dirigée par un Conseil de Fédération, qui définit la politique professionnelle de la branche dans le département. Composé de 18 membres élus en assemblée générale et des présidents des syndicats, sections ou Unions professionnelles, il se réunit au moins trois fois par an. 
Son président est, depuis le 26 juin 2013, Stéphane Le Teuff, chef d'entreprise d'électricité de Lorient. Aude Le Vaillant, qui a succédé à Pierre Moins, en est la Secrétaire générale depuis septembre 2011. 
La FMBTP est membre de la Fédération française du bâtiment. 
- Sa 64e assemblée générale s'est tenue en juin 2010, à Plouharnel (invité d'honneur Alain Barrière).
- Sa 65e assemblée générale s'est tenue le 17 juin 2011, à Plouay (invité d'honneur Raymond Poulidor).
- Sa 66e assemblée générale s'est tenue le  7 juin 2012, à Vannes.
- Sa 67e assemblée générale s'est tenue le 26 juin 2013.

### Présidents successifs
- Bernard Lorez : 1946 à 1952
- François (Théophile dit) Guillet : 1953
- Rolland Magnier : 1953 - 1990
- Yves Bourgueil (Sovaco) : 1990 - 1995
- Hubert Pocher (Plassart Menuiserie) : 1995 – 2002
- David Cabedoce (Marbresol) : 2002 - 2007
- Jean-François Le Besque  : 2007 - 2007 (es Président Délégué du Conseil)
- Thierry Maho (Maho) : 2007 - 2013
- Stéphane Le Teuff (Le Teuff Électricité) : 2013 - ....

### Secrétaires généraux
- Paul Parpette : 1945 - 1958
- Chouanière : 1958 - 1959
- Suaton : 1959 - 1960
- de Kermanguy : 1960 - 1974
- Claude Bretagne  : 1974 - 1997
- Denys de Montangon  : 1997 - 1998
- Emmanuel Violle  : 1998 - 2000
- Pierre Moins  : 2000 - 2011
- Aude Le Vaillant : 2011 - ....

## Historique
Issue d'une longue histoire, héritée des corporations du Moyen Âge, l'organisation professionnelle du bâtiment en Morbihan s'est construite par un double rapprochement : celui de syndicats territoriaux locaux et de syndicats de métiers.
Représentée au sein du syndicat du Grand Ouest, elle participe à la création, en 1904, de la Fédération Nationale du Bâtiment et des Travaux Publics (FNBTP), aujourd'hui dénommée Fédération française du Bâtiment (FFB).
En octobre 1946, sous le nom d'Union des Syndicats des Entrepreneurs du Morbihan (USEM), elle réunit le Groupement des entrepreneurs de Lorient et sa région, le Syndicat des plombiers-chauffagistes du Morbihan, le Syndicat des métalliers du Morbihan, le Syndicat des entrepreneurs de Vannes, le Syndicat des entrepreneurs d'Auray-Quiberon, le Syndicat des entrepreneurs de Ploërmel et le Syndicat des entrepreneurs de Pontivy.
Affiliée à la Fédération française du bâtiment depuis la création de cette dernière, elle en adopte en 1998 le nouveau logo et la discipline syndicale.
Bien que son titre officiel soit, depuis 1983, "Fédération morbihannaise du Bâtiment et des Travaux Publics" (FMBTP), elle communique, depuis 2001, préférentiellement sous la dénomination "FFB Morbihan".

## Rôle et missions
La mission première de la Fédération, assurée par ses élus, au premier rang desquels son président, est de représenter et de défendre les intérêts généraux de la Profession dans le département, vis-à-vis des autres professions, des administrations et des diverses institutions du monde économique, social et politique.
Le rôle des services de la Fédération, traditionnellement dirigés par un juriste nommé secrétaire général, est d'apporter expertise et conseil aux entreprises adhérentes, que ce soit en matière sociale, fiscale, de marchés, de création ou transmission, et de formation.